# Shin (lettre)
Pour les articles homonymes, voir Shin.
Shin, également écrit šin, est la vingt-et-unième lettre de nombreux abjad sémitiques, dont le phénicien, l'araméen, le syriaque ܫ, l'hébreu ש, et l'arabe šīn ﺵ (bien que le šīn soit la treizième lettre de l'alphabet moderne). 
La lettre phénicienne est à l'origine du sigma grec (Σ), du S étrusque et latin, des lettres sōwilō (ᛊ) runique et cyrilliques es (С) et cha (Ш), et pourrait avoir inspiré la forme de la lettre cha de l'alphabet glagolitique.
Sa valeur phonétique est, selon le contexte, une consonne fricative post-alvéolaire sourde (la consonne chuintante [ ʃ ] ou une consonne fricative alvéolaire sourde (la consonne sifflante [s]).

## Origine du shin
| N6 |

Le šin phénicien exprime deux phonèmes protosémitiques, et pourrait être basé sur le pictogramme d'une dent (shen en hébreu). Cependant, selon l'Encyclopaedia Judaica, il représenterait originellement un arc composite[réf. souhaitée]. 
L'histoire des lettres exprimant des sibilantes dans les divers alphabets sémitiques est compliquée par le fait de différentes fusions entre des phonèmes proto-sémitiques. Selon la reconstruction classique, cinq phonèmes proto-sémitiques ont donné naissance à diverses sibilantes sourdes dans les langues-filles :
| Proto-Sémitique | Akkadien | Arabe | Arabe | Phénicien | Phénicien | Hébreu | Hébreu | Araméen | Araméen | Guèze | Guèze |
| --------------- | -------- | ----- | ----- | --------- | --------- | ------ | ------ | ------- | ------- | ----- | ----- |
| š               | s̠        | س     | s     |           | š         | שׁ      | š      | שׁ       | š       | ሰ     | s     |
| s               | s        | س     | s     |           | s         | ס      | s      | ס       | s       | ሰ     | s     |
| ṣ               | ṣ        | ص     | ṣ     |           | ṣ         | צ      | ṣ      | צ       | ṣ       | ጸ     | ṣ     |
| ś               | s̠        | ش     | š     | š         | š         | שׂ      | s      | שׂ       | s       | ሠ     | ś     |
| ṣ́               | ṣ        | ض     | ḍ     | ṣ         | ṣ         | ץ      | ṣ      | צ       | ṣ       | ፀ     | ṣ́     |

## Le shin en hébreu

### Écriture et prononciation
Le ש hébreu représente deux phonèmes qui sont, selon le système de ponctuation massorétique, distingués par un point sur la lettre. 
Lorsqu'il se trouve à droite sur la lettre (שׁ), le shin est dit yemanit (hébreu : שין ימנית shin de droite), et prononcé ʃ. 
Lorsqu'il se trouve à gauche (שׂ), le shin est appelé shin smalit (hébreu : שין שמאלית shin de gauche) ou sin, et se prononce s. 
Un shin non ponctué est considéré par défaut comme un shin yemanit.
D'après la reconstruction classique, ces deux phonèmes devaient n'en former qu'un, qui se prononçait ɬ (consonne fricative latérale alvéolaire sourde), et dont le ʃ (consonne fricative post-alvéolaire sourde) se serait ultérieurement différencié. L'histoire du shibboleth, que les Guiladites prononcent shibbolet et les Ephraïmites sibbolet tendrait à démontrer cette évolution, et qu'elle ne fut pas homogène. Le premier phonème, difficile à prononcer, a été remplacé, dès la période du Second Temple, par un s (consonne fricative alvéolaire sourde), de sorte qu'il n'existe plus, en hébreu médiéval puis moderne, de différence phonétique entre le shin smalit (ou sin) et le samekh (ס).

### Fonctions grammaticales

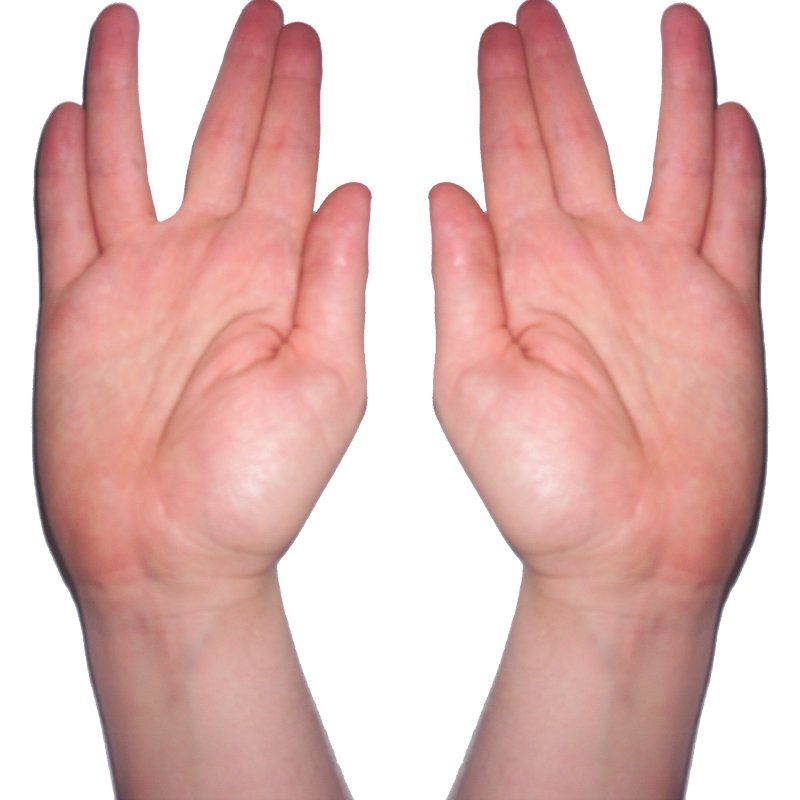
Position particulière des mains lors de la bénédiction sacerdotale, représentant un shin (lorsque les pouces sont joints).

Le shin yemanit est utilisé en hébreu comme préfixe (שְׁ shè-), afin d'introduire une proposition subordonnée. Celle-ci peut être : 
- relative, lorsque shè se substitue à la particule asher (אֲשֶר), équivalente aux pronoms relatifs que, dont, qui et de qui

Psaumes 144:15 : אַשְׁרֵי הָעָם, שֶׁכָּכָה לּוֹ: אַשְׁרֵי הָעָם, שֱׁיְהוָה אֱלֹהָיו « Heureux le peuple pour lequel c'est ainsi, heureux le peuple dont YHWH est le Dieu. »
- - shè- peut être combiné avec le lamed de possession (lè-), pour former un pronom possessif, qui peut être décliné comme suit :

|              | singulier  |                            |  | pluriel      |                              |
| ------------ | ---------- | -------------------------- |  | ------------ | ---------------------------- |
| 1re personne | sheli      | qui est à moi, mien, mon   |  | shelanou     | qui est à nous, nôtre, notre |
| 2e personne  | shelḵa (m) | qui est à toi, tien, ton   |  | shelaḵem (m) | qui est à vous, vôtre, votre |
|              | shelaḵ (f) | qui est à toi, tienne, ta  |  | shelaḵen (f) | qui est à vous, vôtre, votre |
| 3e personne  | shelo (m)  | qui est à lui, sien, son   |  | shelahem (m) | qui est à eux, leur, leur    |
|              | shela (f)  | qui est à elle, sienne, sa |  | shelahen (f) | qui est à elles, leur, leur  |

Bien qu'en hébreu biblique et mishnaïque, shèlè- soit plutôt traduit par « qui est à, »  il est considéré en hébreu moderne comme l'équivalent de l'adjectif possessif.
Cantique des Cantiques 8:12 : כַּרְמִי שֶׁלִּי, « mon verger à moi. »
Pirke Avot 5:10 : שלי שלך ושלך שלך, « ce qui est à moi est à toi, et ce qui est à toi est à toi. »
השיר שלנו HaShir Shelanou, « Notre Chanson, » titre d'un sitcom israélien.
- causale, lorsque shè- remplace la particule ki (כִּי), utilisée comme conjonction de coordination (« car ») :

Cantique des cantiques 1:7 : שַׁלָּמָה אֶהְיֶה כְּעֹטְיָה « Car pourquoi serais-je comme une femme voilée ? »
- - en hébreu moderne, shè- peut aussi se substituer à une particule ki employée comme conjonction de subordination (« que » ou « parce que ») :

החיים יודעים שימותו, « les vivants savent qu’ils mourront. »
- - shè- peut également être combiné, en hébreu moderne, avec la particule ki de temporalité pour former kèshè- (כש, « lorsque »), équivalent de la conjonction de subordination kaasher (כַּאֲשֶׁר) employée dans la Bible[3].

### Le shin dans la tradition juive
Le shin est la première lettre du Nom divin Shaddaï (שַׁדַּי), et figure à ce titre sur les boîtes placées par les Juifs au fronton des portes. C'est aussi pour cette raison que les Juifs enroulent la lanière de leur phylactère autour de la main de manière de façon à dessiner un shin, et que les Cohanim (prêtres) disposent leurs doigts de façon à en former un, lors de la bénédiction sacerdotale.
Il fait également partie des 7 lettres qui peuvent être ornées dans l'écriture ashourite de 3 couronnes (taguim), avec le ג, le ז, le ט, le נ, le ע et le צ.
| שּ |

Selon une tradition, le shin représenterait les 3 vallées qui se rejoignent au sud de Jérusalem : la vallée de Hinnom (ou Géhenne), celle du Tyropoeon et celle du Kidron. De plus, la position du dagesh (point) dans la lettre coïnciderait avec celle du Temple sur la carte de Jérusalem.
Le shin est également l'une des lettres figurant sur la toupie de Hanoucca à quatre faces, ces lettres étantנ ג ה ש, abréviation, selon une étymologie populaire, de Nes Gadol Haya Sham (« Un grand miracle s'est produit là-bas ») mais en réalité Nichts Gantz Halb Shtel (« Rien Tout Moitié Pose »).

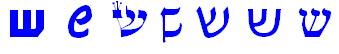
Différentes typographies du shin (de droite à gauche : Frank-Ruehl, Arial, David, Ktav Rashi, Ktav Sta"m, Cursive, Hayim

### Le shin à quatre branches
Sur le téfiline porté sur le front, on trouve un shin à quatre branches d'un côté et le shin standard à trois branches de l'autre.

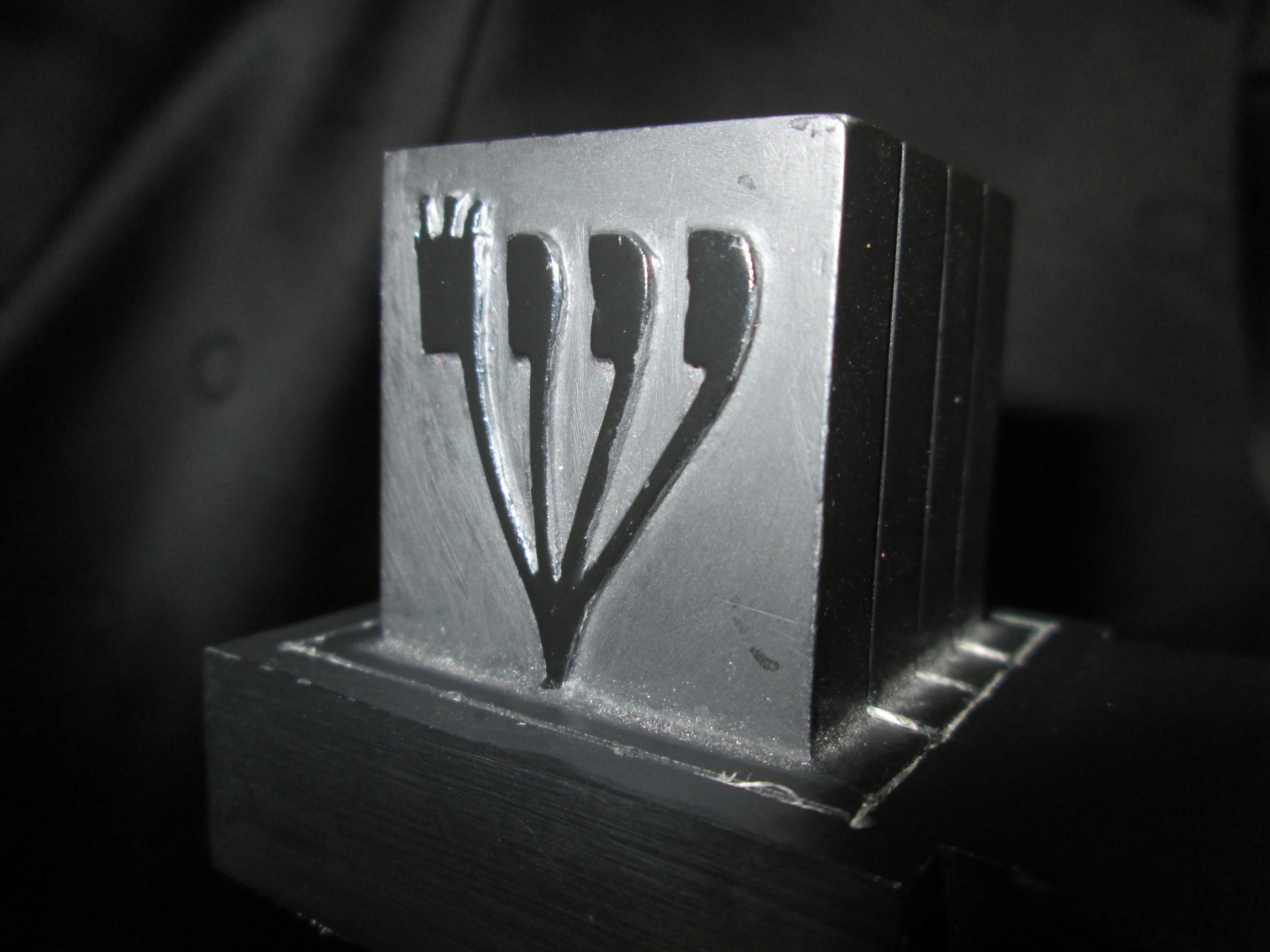
Le shin à quatre branches, du côté gauche.
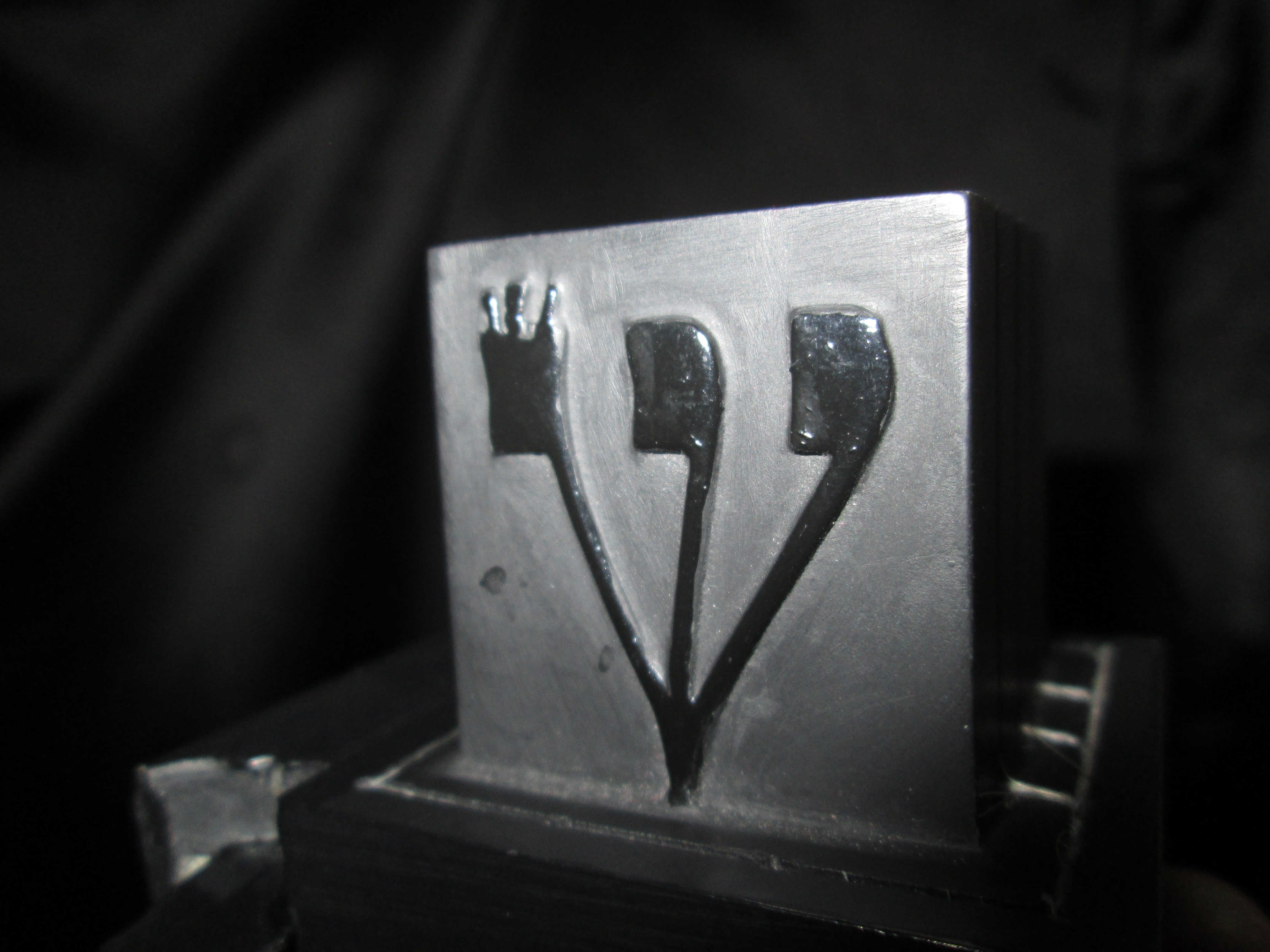
Le shin à trois branches, du côté droit.

### Le shin dans la société israélienne
Le Shin apparaît aussi dans quelques expressions israéliennes, souvent liées au vocabulaire militaire :
- Sha'at hashin désigne l'heure de début d'une opération militaire, équivalant à l'heure H ;
- Krav shin beshin (combat de shin contre shin) désigne un combat entre deux unités de tanks (shirion en hébreu) ;
- Shin Bet (devenu aujourd'hui le Shabak) désigne les services de sécurité israéliens (שב"כ Sherout ha-Bita'hon ha-Klali, « Service de Sécurité Générale ») ;
- Shin Guimel désigne le soldat qui garde l'entrée d'une base militaire (shomer guedouri) ;
- BeShin-Qouf-Resh (c'est-à-dire bèshèker, litt. « en mensonge ») est un terme utilisé par les enfants, équivalent du « Pas pour de vrai. »

### Encodage
Le shin a la valeur F9 en code ASCII, et 05E9 en Unicode. 
Le point du shin yemanit est obtenu par U+05C1, celui du shin smalit par U+05C2.
 représente le shin yemanit en braille.
 représente le shin smalit en braille.